# Cuphea varia
Cuphea varia là một loài thực vật có hoa trong họ Lythraceae. Loài này được Koehne ex Bacig. mô tả khoa học đầu tiên năm 1931.